# Emil zu Sayn-Wittgenstein-Berleburg
Emil zu Sayn-Wittgenstein-Berleburg (1824-1878) fue un general del Ejército Imperial Ruso.

## Biografía
Nació el 21 de abril de 1824 en Darmstadt. Participó, entre otros conflictos, en la guerra en el Cáucaso entre 1845 y 1852. Más adelante conoció a una princesa Cantacuzeno llamada Pulcheria Cantacuzino Paşcanu (1840-1865), con quien contrajo matrimonio. Falleció el 16 de septiembre de 1878 en Egern am Tegernsee. Mantuvo amistad con el artista August Becker.